# Brot-Unruhen (Tunesien)
Die Brot-Unruhen (arabisch أحداث الخبز, DMG Aḥdāṯ al-ḫubz) in Tunesien im Januar 1984 brachen als Folge der schlagartigen Erhöhung der Lebensmittelpreise
aus.
Nach jahrelanger Nahrungsmittelsubvention geriet Tunesien im Januar 1984 in fundamentale wirtschaftliche Schwierigkeiten. Die Regierung versuchte, das Problem durch Subventionskürzung zu lösen: Von einem Tag zum anderen sollten die Brotpreise nahezu verdoppelt werden. Auch Mehl und andere Nahrungsmittel verteuerten sich in diesem Zusammenhang. Da Brot eines der Hauptnahrungsmittel im Land war, brachen Unruhen im ganzen Land aus, die sich rasch ausweiteten und gegen alles richteten, was als Symbol eines luxuriösen Lebens begriffen wurde: Plünderungen von Lebensmittelgeschäften folgten ebenso wie das Anzünden von Reisebüros und Mittelklasse-Autos. Tote und Verletzte waren zu beklagen. Schließlich nahm Präsident Habib Bourguiba die Erhöhungen zurück.